# Municipio de Jackson (condado de Adair)
El municipio de Jackson (en inglés: Jackson Township) es un municipio ubicado en el condado de Adair en el estado estadounidense de Iowa. En el año 2000 el municipio tenía una población de 379 habitantes y una densidad poblacional de 4,1 personas por km². Asimismo, en su territorio se encuentra una ciudad, Bridgewater.

## Geografía
El municipio de Jackson se encuentra ubicado en las coordenadas 41°17′14″N 94°38′35″O / 41.28722, -94.64306..